# Клітемнестра
Клітемнестра, також Клітеместра (грец. Κλυταιμνήστρα, Κλυταιμήστρα) — донька спартанського царя Тіндарея й Леди, дружина Агамемнона, сестра Єлени та Діоскурів.
Коли Агамемнон воював під Троєю, Клітемнестра зрадила йому з Егістом. Після повернення чоловіка вона підступно вбила його секирою за допомогою коханця. За одним варіантом міфу, мотивом убивства було кохання Клітемнестри до Егіста, за другим — помста матері за принесення в жертву дочки Іфігенії, за третім — ревнощі до Кассандри, яку Агамемнон привіз із собою.
Згідно з Геродотом, її першим чоловіком був Тантал, син Бротея. Агамемнон вбив чоловіка Клітемнестри та її сина, після чого зґвалтував, а потім одружився з Клітемнестрою.
Вшанована на Поверсі спадщини Джуді Чикаго.